# Xu Xianqing
Xu Xianqing (chinois simplifié : 徐显卿 ; chinois traditionnel : 徐顯卿 ; pinyin : xú xiǎnqīng), né en 1537 et décédé en 1602, nom de cour Gongwang (公望, gōngwàng), nom d'artiste, Jian'an (检菴 / 檢庵, jiǎn'ān), est un homme d'état chinois de la fin de la dynastie Ming, sous les règnes des empereurs Longqing et Wanli.
Les œuvres littéraires de Xu Xianqing bénéficient principalement d'une reconnaissance durant sa vie. Ses poèmes et essais sont collectés plus tardivement et publiées dans le « Tianyuanlou Ji »(天遠樓集).

## Biographie
Natif de Suzhou, Xu Xiangqing est né dans une riche famille de manufacturiers du textile. Sa mère meurt lorsqu'il a 12 ans. Il passe les dernières épreuves de l'examen impérial et reçoit le diplôme de jinshi (進士) en 1568, puis travaille à l'Académie Hanlin de nombreuses années. En 1584, il est nommé chef du Guozijian (国子监), le plus haute institution centrale nationale de l'Empire.
Il est un des principaux contributeurs de l'édition finale de l'ouvrage Régulations collectées des Grands Ming (zh) (大明会典 / 大明會典, Dà Míng Hùidǐan).
En 1587, Xu Xiangqing est nommé Vice-ministre des rites (en) puis devient plus tard vice-ministre du personnel (en).

## Biographie peinte
En 1588, Xu Xiangqing demande à deux peintre de dessiner les évènements importants de sa vie. Le livre peint nommé Xu Xianqing Huanji Tu (zh) (徐显卿宦迹图, « livre peint de la carrière de Xu Xianqing ») est aujourd'hui conservé par le musée du palais impérial, à Pékin. Le folio décrit avec précision des éléments du panoplie de rituel de la court des Ming.

## Galerie
|                                                                                              |
| Carrière de Xu n° 01 (孺慕聞聲) : le père de Xu rève de la mère décédée de Xu (Xu a 12 ans). |

|                                                |
| Carrière de Xu n° 02 (神占啟戶) : Xu a 18 ans. |

| |
| Carrière de Xu n° 03 (郡尊折節) : funérailles du père de Xu en présence du magistrat et vice-magistrat de la préfecture de Suzhou (Xu a 25 ans). |

|                                                                                   |
| Carrière de Xu n° 04 (鹿鳴徹歌) : obtenant le diplôme de Juren à l'âge de 31 ans. |

|                                                                                    |
| Carrière de Xu n° 05 (瓊林登第) : obtenant le diplôme de Jinshi à l'âge de 32 ans. |

|                                                                                                   |
| Carrière de Xu n° 06 (中秘讀書) : lisant des livres classiques à l'Académie Hanlin (Xu a 33 ans). |

|                                                                                     |
| Carrière de Xu n° 07 (承明應制) : éditant des régulations impériales (Xu a 34 ans). |

| |
| Carrière de Xu n° 08 (皇極侍班) : cérémonie devant le Pavillon de l’Harmonie suprême (Xu a 34 ans). |

| |
| Carrière de Xu n° 09 (危舟免難) : Xu et ses servants sont sauvés d'un naufrage, durant une tempête, près de Suzhou (Xu a 36 ans). |

|                                                                                            |
| Carrière de Xu n° 10 (司禮授書) : donnant des cours au eunuques (Xu a entre 36 et 39 ans). |

|                                                                                                  |
| Carrière de Xu n° 11 (棘院秉衡) : prenant en charge l'examen impérial (Xu a entre 38 et 47 ans). |

| |
| Carrière de Xu n° 12 (金臺吹敕) : passant un ordre impérial devant l'Empereur Wanli à la Cité interdite (Xu a 41 ans). |

|                                                                                 |
| Carrière de Xu n° 13 (楚藩持節) : conférant le roi vassal de Chu (Xu a 43 ans). |

| |
| Carrière de Xu n° 14 (荊嶽臥病) : traitant une maladie au mont Furong mount, près de Yixing (Xu a 43 ans). |

|                                                                                    |
| Carrière de Xu n° 15 (聖祐己疾) : rêvant de Confucius et guérissant (Xu a 45 ans). |

|                                                                                              |
| Carrière de Xu n° 16 (衝雪還朝) : retour à la capitale sous une importe neige (Xu a 46 ans). |

|                                                                                      |
| Carrière de Xu n° 17 (經筵進講) : donnant un cours à l'Empereur Wanli (Xu a 47 ans). |

| |
| Carrière de Xu n° 18 (儲寀綰章) : observant l'utilisation du sceau officiel, en tant que chef du Zhanshifu (Xu a 48 ans). |

| |
| Carrière de Xu n° 19 (國師正席) : observant l'utilisation du sceau officiel, en tant que chef du Guozijian (Xu a 48 ans). |

| |
| Carrière de Xu n° 20 (壽宮扈蹕) : accompagnant l'empereur Wanli durant une visite d'inspection des mausolées impériaux (Xu a 48 ans). |

| |
| Carrière de Xu n° 21 (歲禱道行) : accompagnant l'empereur Wanli, marchant vers le Temple du ciel (Xu a 49 ans). |

|                                                                            |
| Carrière de Xu n° 22 (旋魂再起) : tombant de nouveau malade (Xu a 49 ans). |

|                                                      |
| Carrière de Xu n° 23 (日直講讀) : à l'âge de 49 ans. |

|                                                      |
| Carrière de Xu n° 24 (輪注起居) : à l'âge de 49 ans. |

|                                                                       |
| Carrière de Xu n° 25 (玉堂視篆) : chef de l'académie Hanlin a 50 ans. |

|                                                      |
| Carrière de Xu n° 26 (幽隴沾恩) : à l'âge de 51 ans. |